# L'Affaire Donovan
Pour plus de détails, voir Fiche technique et Distribution.
L'Affaire Donovan (The Donovan Affair) est un film américain réalisé par Frank Capra, sorti en 1929.

## Synopsis
Pendant une fête chic, les lumières s'éteignent soudainement et lorsqu'on les rallume, Jack Donovan est retrouvé mort. L'inspecteur Killian est alors appelé sur les lieux et dans le cadre de l'enquête, va reconstituer les événements qui ont conduit au meurtre. Cependant, au moment d'éteindre les lumières et de les rallumer, un autre invité est retrouvé mort. L'inspecteur Killian va à nouveau demander une reconstitution ayant mener à ce nouveau crime.

## Fiche technique
- Titre original : The Donovan Affair
- Titre français : L'Affaire Donovan
- Réalisation : Frank Capra
- Scénario : Howard J. Green et Dorothy Howell d'après la pièce de Owen Davis
- Photographie : Ted Tetzlaff
- Société de production : Columbia Pictures Corporation
- Société de distribution : Columbia Pictures Corporation
- Pays de production :  États-Unis
- Format : Noir et blanc — 35 mm — 1,37:1 — Son : Mono
- Genre : Comédie policière, aventure, action
- Durée : 83 minutes
- Dates de sortie : 
  - États-Unis : 11 avril 1929

## Distribution
- Jack Holt : Inspecteur Killian
- Dorothy Revier : Jean Rankin
- William Collier Jr. : Cornish
- Agnes Ayres : Lydia Rankin
- John Roche : Jack Donovan
- Fred Kelsey : Carney
- Hank Mann : Dr Lindsey
- Wheeler Oakman : Porter
- Virginia Brown Faire : Mary Mills
- Ethel Wales : Mme Lindsey
- Edward Hearn : Nelson
- John Wallace : Dobbs
- Alphonse Ethier : Capitaine Peter Rankin